# Apache Commons
Apache Commons – projekt Apache Software Foundation, w ramach którego rozwijane są biblioteki języka programowania Java służące do określonego celu, np. logowania (Commons Logging) czy obsługi poczty elektronicznej (Commons Email).

## Kategorie bibliotek
Biblioteki wchodzące w skład Apache Commons są podzielone na trzy kategorie:
- Commons Proper
- Commons Sandbox
- Commons Dormant

### Commons Proper
Najbardziej dojrzałe i stabilne biblioteki. Ich API nie powinno się zmienić. Są tworzone z myślą o zminimalizowaniu liczby biliotek od których zależą.

### Commons Sandbox
Miejsce dodawania i rozwoju nowych bibliotek. W przypadku osiągnięcia przez nie odpowiedniego poziomu stabilności, są dodawane do sekcji Proper.

### Commons Dormant
Prace nad tymi bibliotekami zostały prawie całkowicie lub całkowicie zawieszone.